# André Luís dos Santos Ferreira
André Luís dos Santos Ferreira, detto André Luís (21 ottobre 1959), è un ex calciatore brasiliano, di ruolo difensore.

## Carriera

### Club
Ha giocato dal 1980 al 1985 con l'Internacional di Porto Alegre, con la quale ha segnato 7 reti in 64 partite. Nel 1989 ha concluso la sua carriera con la maglia del Bangu.

### Nazionale
Con la Nazionale di calcio del Brasile ha giocato durante Los Angeles 1984.

## Palmarès

### Club
- Campionato Gaúcho: 4

Internacional: 1981, 1982, 1983, 1984

### Nazionale
- Argento olimpico: 1

Los Angeles 1984